# Bruce Peever
Bruce Peever, född 4 september 1931, död 4 maj 1998, var en friidrottare från Australien. Han deltog vid olympiska sommarspelen 1956.